# 科普帕
科普帕（Koppa），是印度卡纳塔克邦Chikmagalur县的一个城镇。总人口5115（2001年）。

## 人口
该地2001年总人口5115人，其中男性2596人，女性2519人；0—6岁人口501人，其中男266人，女235人；识字率81.43%，其中男性为83.44%，女性为79.36%。